# Popeștii de Jos, Alba
Popeștii de Jos este un sat în comuna Vadu Moților din județul Alba, Transilvania, România. La recensământul din 2002 avea o populație de 111 locuitori.